# Rebecca Mwangi
Rebecca Mwangi (* 15. Juni 2001) ist eine kenianische Leichtathletin, die sich auf den Langstreckenlauf spezialisiert hat. 2024 wurde sie in Douala Vizeafrikameisterin über 10.000 Meter.

## Sportliche Laufbahn
Erste internationale Erfahrungen sammelte Rebecca Mwangi absolvierte ihre Studienzeit in Japan und sammelte 2024 erste internationale Erfahrungen, als sie bei den Afrikameisterschaften in Douala in 36:59,69 min die Silbermedaille im 10.000-Meter-Lauf hinter ihrer Landsfrau Gladys Kwamboka gewann. Zudem belegte sie über 5000 Meter in 15:46,05 min den vierten Platz.

## Persönliche Bestzeiten
- 3000 Meter: 8:52,92 min, 16. April 2022 in Hiroshima
- 5000 Meter: 14:55,32 min, 20. September 2020 in Kumagaya
- 10.000 Meter: 32:05,77 min, 20. November 2021 in Kure